# 河辺博長
河辺 博長（河邉、かわべ ひろなが）は、明治から昭和期の政治家、神官、華族。位階および勲等は正三位・勲四等。貴族院男爵議員。

## 経歴

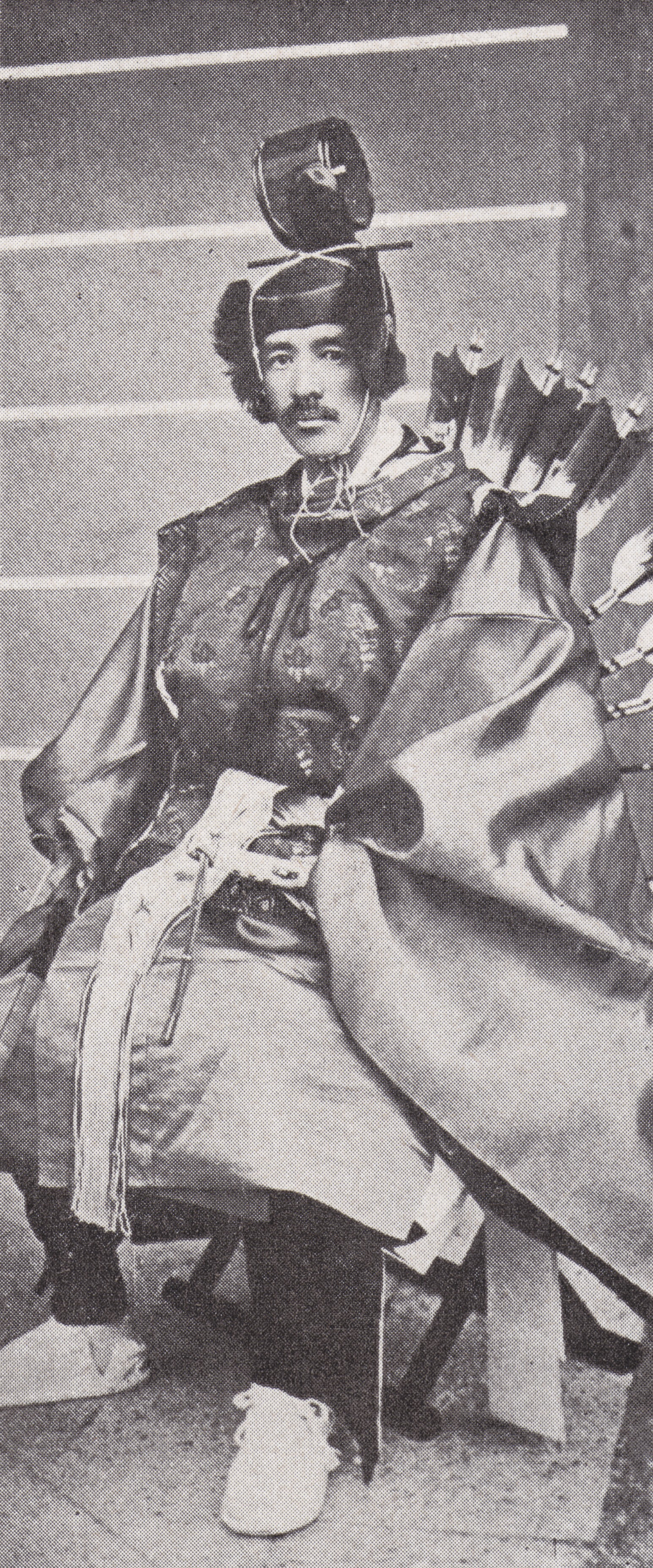
大正天皇即位大礼の典儀官時の河辺博長（1915年）

山城国京都で右中弁・万里小路博房の四男として生まれる。1884年（明治17年）5月23日、伊勢神宮大宮司の家系である河辺家当主・河辺英子（ふさこ、故河辺長量夫人、本多忠升十女）の養子となり家督を継承。同年7月、博長と改名し、同月8日、男爵を叙爵した。
1884年、宮内省十七等出仕となる。以後、明宮（大正天皇）祗候、青山御所祗候、府社亀戸神社社司などを務めた。1904年（明治37年）7月10日、貴族院男爵議員に選出され、1911年（明治44年）7月9日まで1期在任した。

## 親族
- 先妻：起志枝（きしえ、1869 - 1911） - 岡本保庸長女[1]
  - 長男：正長（1902 - 1919）[1]
  - 次男：辰雄（1904 - 1935）[1]
  - 長女：保子（1906 - 1940）[1]
- 後妻：寿々（すず、1892 - 1945） - 石黒藤次郎四女[1]
  - 三男：三郎（1913 - ） - 正五位男爵、下鴨神社、安房神社宮司[1]
  - 四男：治雄（1915 - 1940）[1]
  - 五男：博雄（1919 - ）[1]
  - 次女：文子（1923 - ） - 三井鐵太郎室[1]
  - 六男：秀雄（1926 - 1949）[1]

## 栄典
- 1885年（明治18年）3月17日、従五位[9]
- 1891年（明治24年）6月16日、正五位[10]